# Bobino Wielkie
Bobino Wielkie – wieś sołecka w Polsce położona w województwie mazowieckim, w powiecie makowskim, w gminie Płoniawy-Bramura.
W latach 1975–1998 miejscowość administracyjnie należała do województwa ostrołęckiego.
Wieś leży ok. 10 km na wschód od Przasnysza, na skraju Puszczy Zielonej. Po raz pierwszy wzmiankowana w 1377; w 1827 liczyła 39 domów i 177 mieszkańców.
Wierni Kościoła rzymskokatolickiego należą do parafii św. Stanisława w Płoniawach-Bramurze.